# Millettia grandis
Millettia grandis är en ärtväxtart som först beskrevs av Ernst Meyer, och fick sitt nu gällande namn av Homer Collar Skeels. Millettia grandis ingår i släktet Millettia och familjen ärtväxter. Inga underarter finns listade i Catalogue of Life.

## Bildgalleri

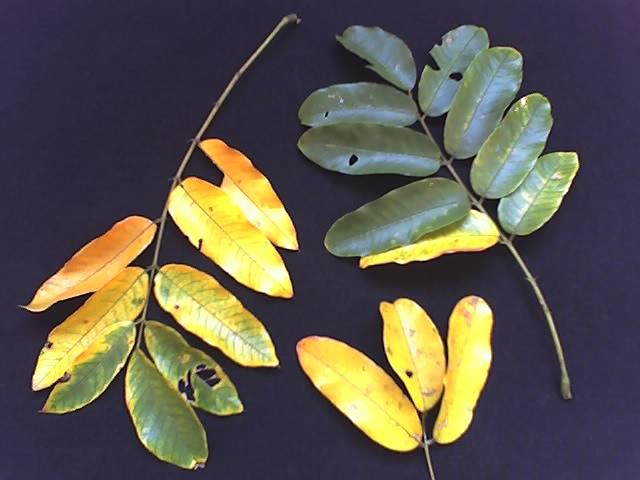
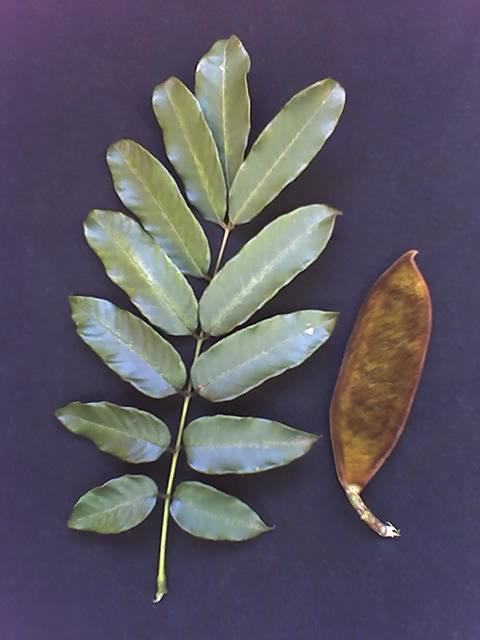
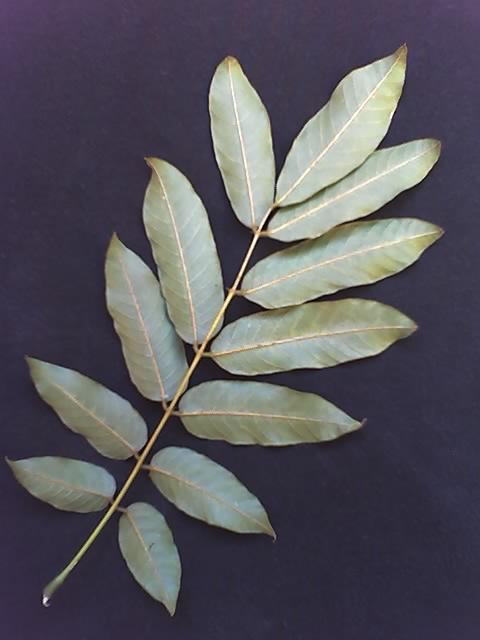
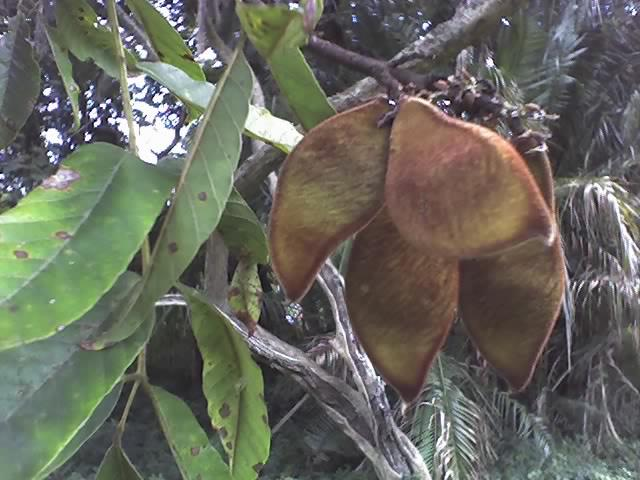